# Умибодзу
Умибодзу (яп. 海坊主 «морской монах») — дух в японском фольклоре, который, как говорится в легендах, обитает в океане и опрокидывает судно любого, кто смеет говорить с ним (так как любое обращённое к нему слово воспринимают как оскорбление).

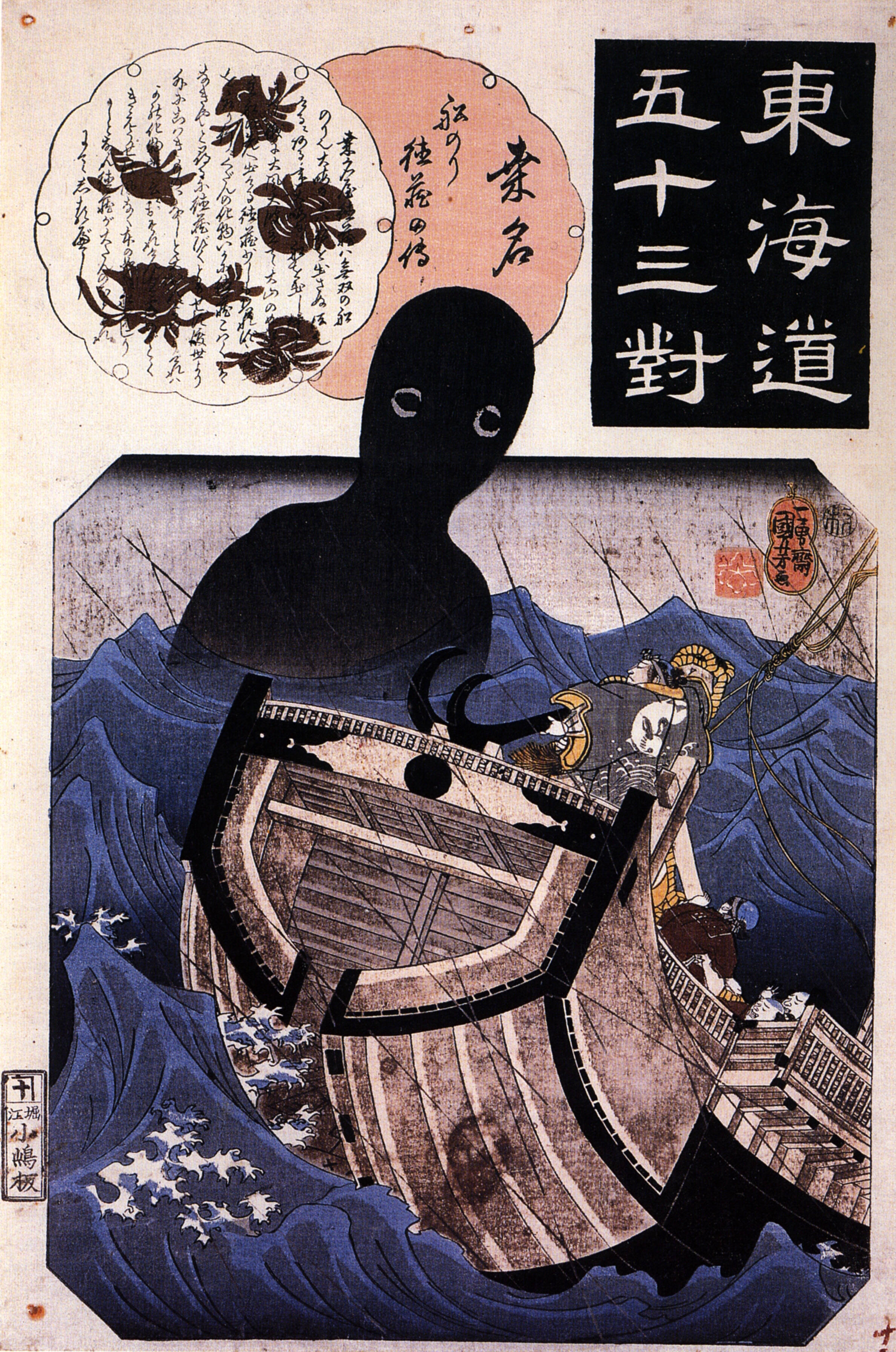

Имя этого духа, которое объединяет иероглифы, обозначающие «море» и «буддистский монах», связано с тем фактом, что по легенде умибодзу обладает большой круглой головой, напоминающей бритые головы буддистских монахов. В других легендах они — огромные ёкаи (призраки), которыми становятся жертвы кораблекрушений и погибшие рыбаки. Они являются монахами-утопленниками, поэтому имеют бритую голову и, как правило, выглядят молящимися. Об умибодзу в мифологии сообщается как об имеющем серое или чёрное, подобное облаку туловище и щупальцеподобные конечности.
Согласно одной истории, если умибодзу сердит, он требует, чтобы команда выкатила на палубу бочку, которую он заполнит морской водой, после чего утопит их корабль. Чтобы избежать этой судьбы, необходимо дать ему бездонную бочку.
Эта народная легенда, вероятно, связана с другой японской традицией, которая говорит, что души людей, у которых нет никого, чтобы заботиться об их могилах, находят убежище в море.

## Прочее
Умибодзу - хорошо известный  в современной японской культуре ёкай.
- В  манге Сигэру Мидзуки "GeGeGe no Kitarou" появляется Умибодзу.
- Традиционный фольклорный Умибодзу появляется во второй части сюжетной арки аниме «Mononoke», продолжении аниме-сборника японских ужасов «Ayakashi: Samurai Horror Tales», которые представляют собой сочетание традиционных сказкок, пьес театра Кабуки и анимированных версий печатных гравюр XIX века, пересказывающих классические  истории о призраках.
- В филлере аниме-сериала «Наруто» (172 эпизод) Умибодзу появляется как одно из  призываемых существ (Морской Босс). Там он представлен как создание, полностью состоящее из воды, соединённой чакрой. Основным методом атаки являлся захват цели и утопление её в водоёме.
- В манге и аниме "One Piece. Большой куш", в конце сюжетной саги «Триллер Барк» (том 50, глава 490), когда команда главного персонажа  выплывает из Флорианского Треугольника, в тумане появляются гигантские таинственные тени, среди которых видны глаза – это, как считают многие, и есть Умибодзу. Другой персонаж этого произведения, по имени "Вадацуми" немного напоминает Умибодзу. Вадацуми также носит прозвище великий монах, и его ошибочно приняли за Умибодзу.
- Питомец Ицуки, Ураотоко, в одной из серий YuYu Hakusho, показывает поразительное сходство с Умибодзу.
- В игре "Nioh" данный дух является одним из боссов, которого необходимо одолеть для прохождения игры.
- В Ninja Sentai Kakuranger, 18-м сезоне сериала Super Sentai, Умибодзу появляется в качестве одного из рядовых монстров.
- В аниме "Повар небесной гостиницы" также появляется это существо, которое стараются задобрить угощениями и танцами, дабы сохранить спокойствие стихий у океана.

Также имя "Умибодзу" носят персонажи различных аниме. В "Gintama"  это имя отца Кагуры, чьё сходство с этим  ёкай  усиливается лысой головой, а в "Lovely Complex" – популярного и также лысого рэпера, чьими рьяными фанатами являются Риса и Отани, главные действующие персонажи.  